# Doncourt-lès-Conflans
Doncourt-lès-Conflans ist eine französische Gemeinde mit 1.120 Einwohnern (Stand: 1. Januar 2022) im Département Meurthe-et-Moselle in der Region Grand Est (bis 2015 Lothringen). Sie gehört zum Arrondissement Val-de-Briey und ist Mitglied im Gemeindeverband Communauté de communes Orne Lorraine Confluences. Die Bewohner werden Doncourtois und Doncourtoises genannt.

## Geografie
Doncourt-lès-Conflans liegt etwa 18 Kilometer westnordwestlich von Metz. Umgeben wird Doncourt-lès-Conflans von den Nachbargemeinden Giraumont im Norden, Jouaville im Nordosten und Osten, Saint-Marcel im Südosten, Bruville im Süden und Südwesten sowie Jarny im Westen.
Im Gemeindegebiet liegt der Flugplatz Doncourt-lès-Conflans. Das Gebäude des Aéroclubs wurde von Le Corbusier entworfen. Es wurde 1953 errichtet und ist seit 1999 in Teilen als Monument historique klassifiziert.

## Bevölkerungsentwicklung

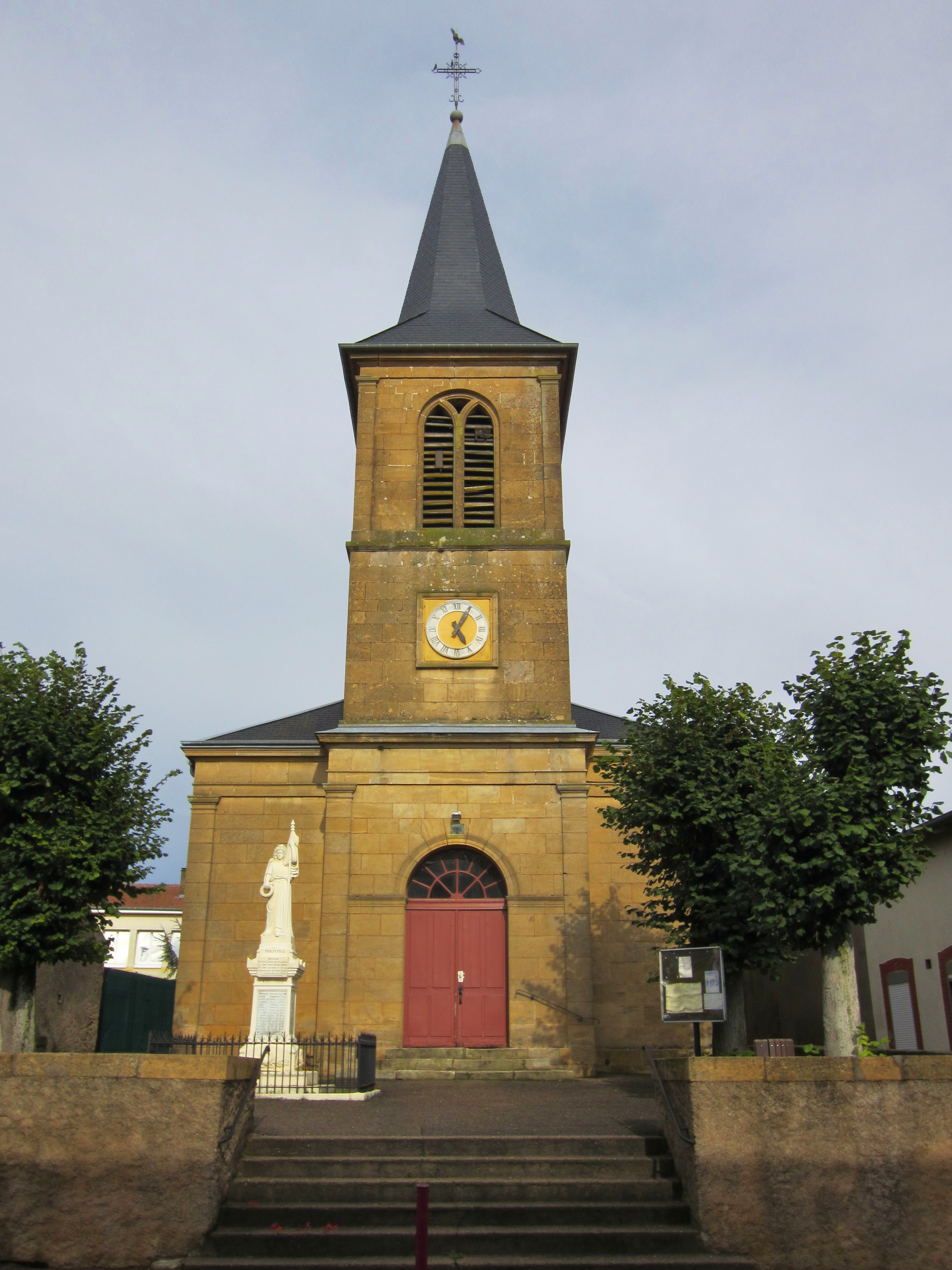
Pfarrkirche Saint-Jacques-le-Majeur

| Jahr                       | 1962 | 1968 | 1975 | 1982 | 1990 | 1999 | 2006 | 2019 |
| Einwohner                  | 565  | 506  | 507  | 731  | 936  | 961  | 1282 | 1158 |
| Quellen: Cassini und INSEE |      |      |      |      |      |      |      |      |

## Sehenswürdigkeiten
- Pfarrkirche Saint-Jacques-le-Majeur aus dem 12./13. Jahrhundert
- Kapelle Saint-Nicolas-du-Haut-de-la-Croix aus dem 17. Jahrhundert